# Galliate Lombardo
Galliate Lombardo é uma comuna italiana da região da Lombardia, província de Varese, com cerca de 844 habitantes. Estende-se por uma área de 3 km², tendo uma densidade populacional de 281 hab/km². Faz fronteira com Azzate, Bodio Lomnago, Daverio, Varese.

## Demografia
| Variação demográfica do município entre 1861 e 2011                               |
|                                                                                   |
| Fonte: Istituto Nazionale di Statistica (ISTAT) - Elaboração gráfica da Wikipedia |